# Лондерзел
Лондерзел (нидерл. Londerzeel) — город в бельгийской провинции Фламандский Брабант, c населением 18 385 человек (состояние на 2017 год). Входит в так называемый «Зелёный пояс» вокруг Брюсселя, лежит севернее бельгийской столицы.

## История
Первое известное поселение на месте нынешней коммуны находилось здесь во времена Франкского государства, в 600—750-х годах. Лондерзел возник на пересечении двух старых дорог: Ассе — Мехелен и Гримберген — Пурс. В XI столетии к территории Лондерзел относилась также местность Опдорп (то есть входила в состав Брабанта). Позднее она была выделена из него и вошла в графство Фландрия. В 1777 году Лондерзел был довольно крупным селом с более чем 100 домами и с судебным правом.
После сокращения числа коммун в Бельгии в 1977 году в состав Лондерзела вошли также регионы Малдерен и Стенхуффель.

## Достопримечательности
- Церковь Синт-Христоффель
- Замок "Три Башни" (Kasteel de Drie Torens)
- Замок Дипенштейн (Kasteel Diepensteyn)
- Горная капелла Калваринберг (De Berch van Calvariën)
- здание бывшей железнодорожной станции Лейкерен
- Замок Лондерзеел (Замок на холме, Londerzeelse Burcht op de motte)

## Известные личности
- Август Мееус (1861–1927), композитор, дирижёр и органист
- Лод Мееус (1892–1971), композитор, дирижёр и органист
- Герард Валсхап (1898–1989), фламандский писатель, номинант на получение Нобелевской премии в области литературы
- Леопольд ван Эсброк (1911–2010), скульптор
- Яак ван Асхе (род. 1940), актёр
- Вильфрид Пас (род. 1940), скульптор, художник и график

## Дополнения
- Официальный сайт коммуны Лондерзел (niederl.)